# Ярославский моторный завод
ПАО «Автоди́зель» ЯМЗ Ордена Ленина и Октябрьской Революции — советское и российское машиностроительное предприятие в городе Ярославле. Выпускает дизельные двигатели и механические коробки передач. Завод является предприятием полного цикла и включает литейное, кузнечное прессовое, термическое, сварочное, гальваническое, окрасочное, метизное, механосборочное, сборочно-испытательное, инструментальное, ремонтное производства, энергохозяйство, транспортно-складские службы, сеть пунктов сервисного обслуживания, цех малого станкостроения и нестандартного оборудования.

## История
Завод основан в 1916 году русским промышленником В. А. Лебедевым в рамках правительственной программы создания в России автомобильной промышленности. Было организовано акционерное общество по выпуску автомобилей по лицензии британской фирмы «Crossley». Планировалось выпускать по 750 грузовых и легковых автомобилей в год с 4-цилиндровым мотором объёмом 4478 см³. Есть сведения, что зарубежную конструкцию планировалось усовершенствовать. До 1917 года завод так и не заработал — имеется информация о выпуске лишь одного автомобиля — «Лебедь» («Лебедь-А»), причём, возможно, что построен он был в Великобритании.

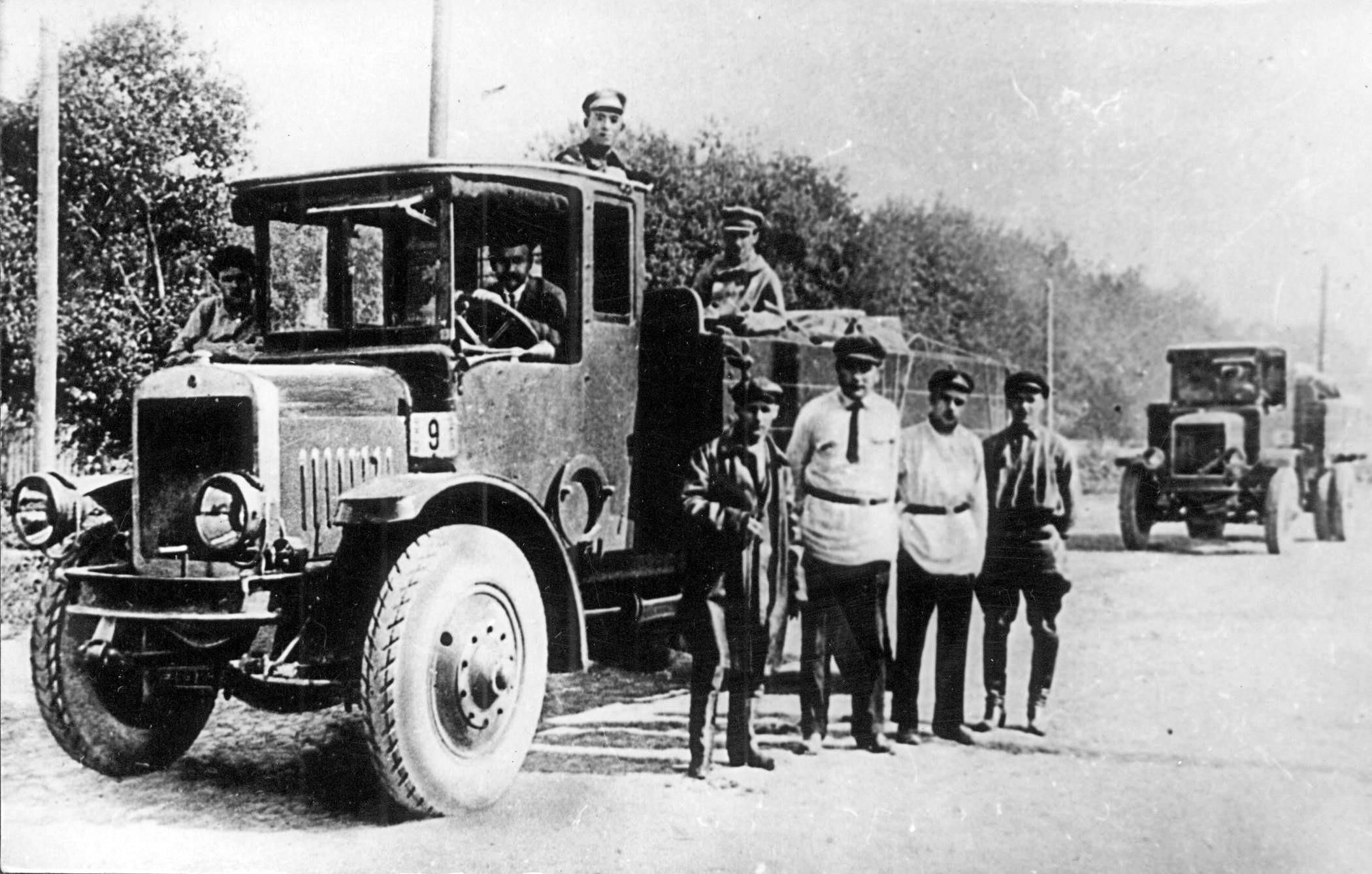
Первые советские тяжёлые грузовики Я-3 перед испытательным пробегом

5-тонный грузовик Я-5

После революции это был Первый государственный авторемонтный завод. В 1925 году начато производство грузовиков с моторами АМО-Ф-15. В 1926 году завод преобразован в Ярославский государственный автомобильный завод № 3.
В годы Первой пятилетки была проведена реконструкция: построены новые цеха, число работников увеличилось в 5 раз. Завод первым в стране освоил производство большегрузных самосвалов. С 1933 года его название — Ярославский автомобильный завод. В 1935 году он выпустил свой 10-тысячный грузовой автомобиль.

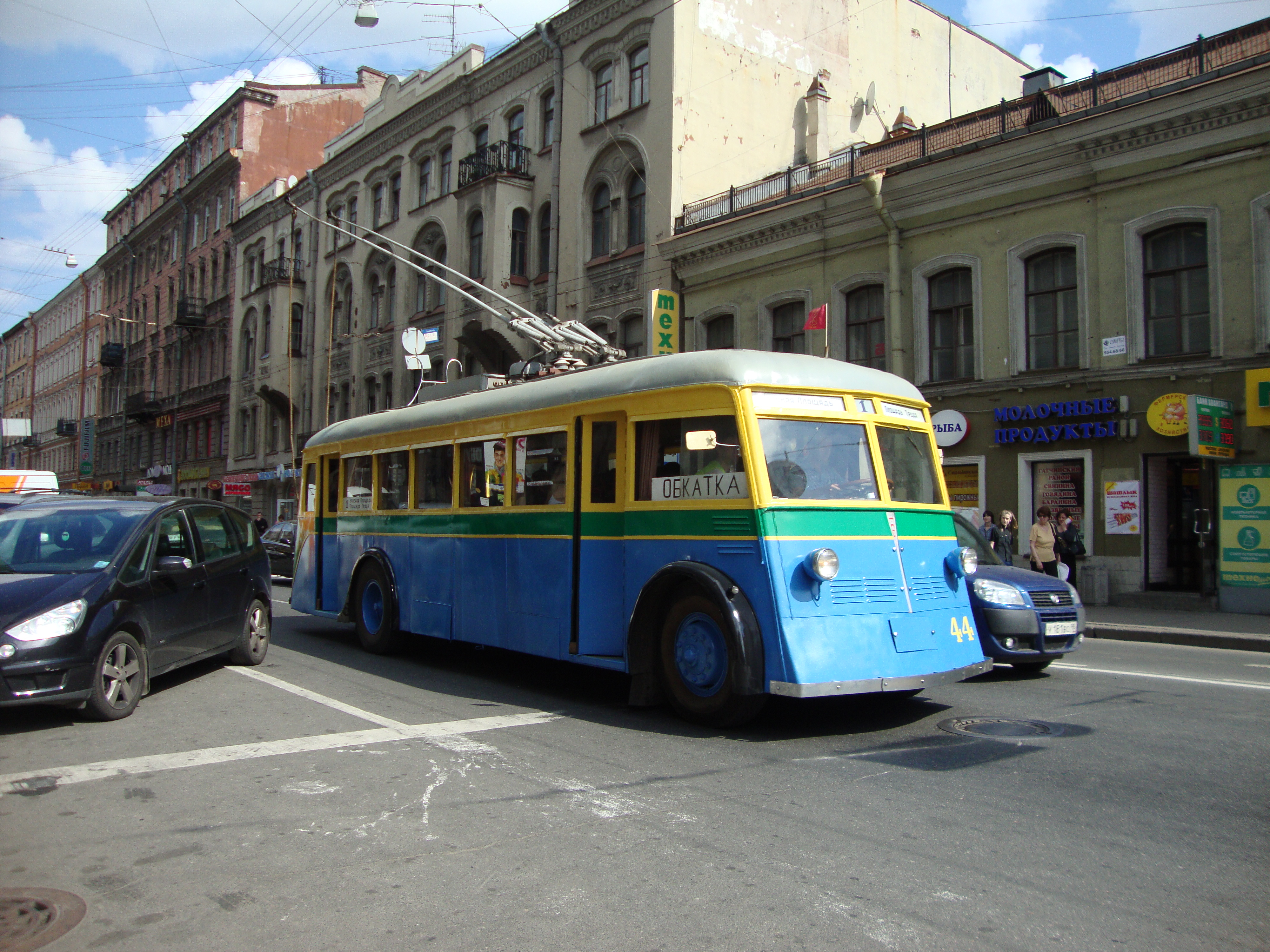
Восстановленный ЯТБ-1 в Санкт-Петербурге

Основная продукция завода в 1925—1942 годы — большегрузные автомобили грузоподъёмностью от 3 до 7 т Я-3 (1925, 3 т), Я-4, Я-5, ЯГ-3 (1932, 5 т), ЯГ-4, ЯГ-5, ЯГ-6, ЯГ-10 (1931, 8 т), ЯГ-12 (1932, 8 т); самосвалы ЯС-1 (1935—1936), ЯС-3 (1936—1941) и ЯС-4 (1939); троллейбусы одноэтажные ЯТБ-1 (1936), ЯТБ-4 и двухэтажные ЯТБ-3; автобусы ЯА-1, ЯА-2 (1932, 100 пассажиров); шасси для автобусов и троллейбусов. В 1933 году совместно с ОКБ ОГПУ изготовлены опытные образцы первого советского дизельного двигателя «Коджу».

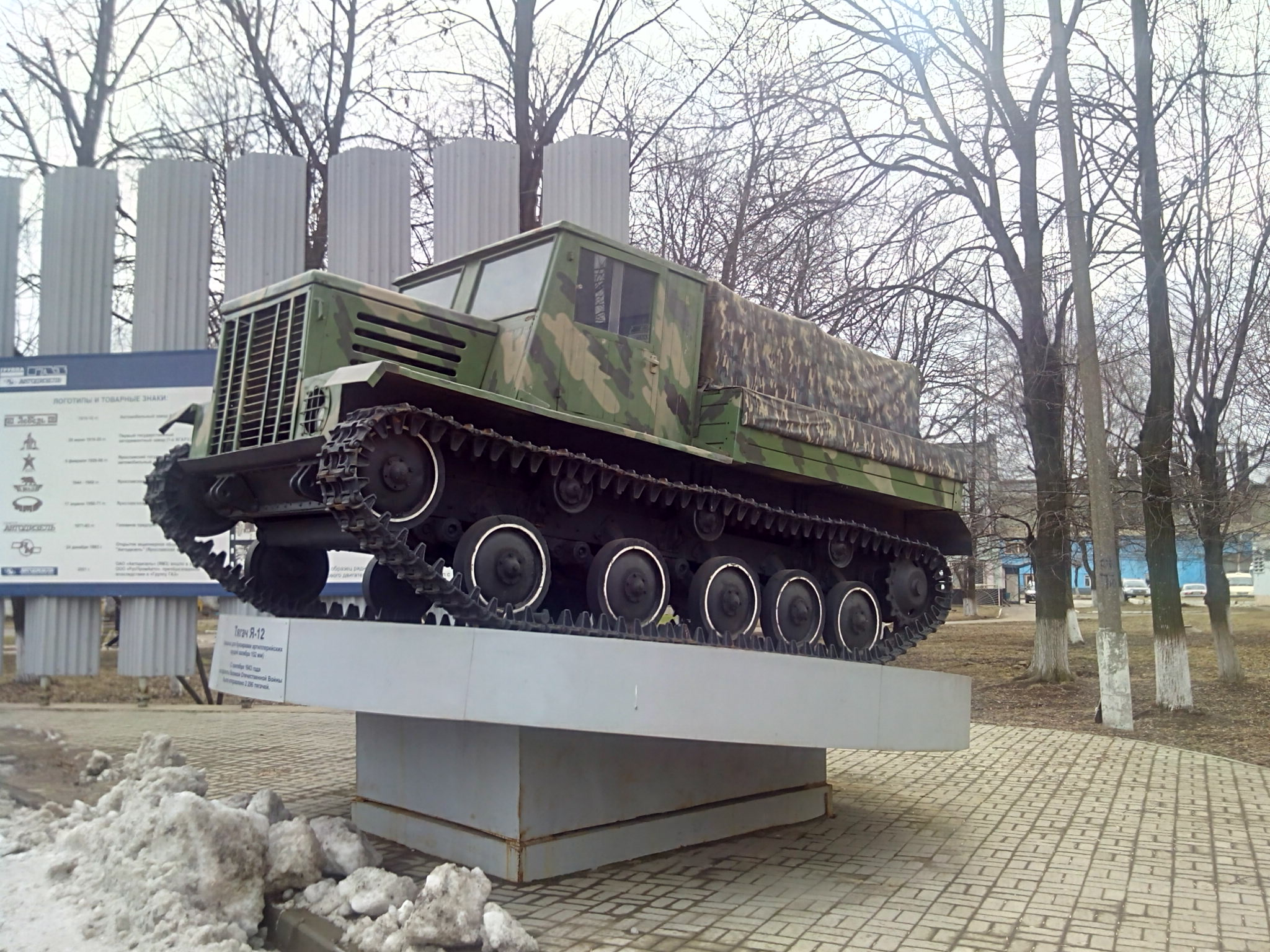
Артиллерийский тягач Я-12. Установлен как памятник на территории ЯМЗ

В годы войны завод выпускал гусеничные артиллерийские тягачи Я-11, Я-12 (1943, гусеничный артиллерийский тягач), Я-13. В 1943—1947 годах было разработано производство серии автомобилей ЯАЗ-200 (4×2) грузоподъёмностью 7 т. В 1948—1950 годах было разработано производство трёхосных автомобилей серии ЯАЗ-210 (6×4) грузоподъёмностью 12 т.
В 1947—1951 годах впервые в СССР освоен серийный выпуск двухтактных автомобильных дизельных двигателей ЯАЗ-204 и ЯАЗ-206 мощностью 110—220 л. с. для автомобилей ЯАЗ, МАЗ, специализированных транспортных средств, автобусов ЗИС-154, насосных агрегатов и др. Ещё в литературе поминается одноцилиндровый мотор ЯАЗ-201, в 1950 году также был выпущен опытный ЯАЗ-208 V8, не пошедший в серию.
В конце 1940-х годов в рамках продолжения Дела ЗИСа ряд ключевых сотрудников завода были приговорены к длительным срокам ИТЛ.
В 1951 году производство двухосных автомобилей ЯАЗ-200, ЯАЗ-205, ЯАЗ-225 передано на Минский автомобильный завод (МАЗ), а на ЯАЗе был начат выпуск трёхосных грузовых автомобилей семейства ЯАЗ-210.
В 1958 году производство ЯАЗ-210 было передано на Кременчугский автомобильный завод (КрАЗ). Тем временем Ярославский автомобильный завод (ЯАЗ) был переименован в Ярославский моторный завод (ЯМЗ). С этого времени завод специализируется на разработке и производстве дизельных двигателей многоцелевого назначения, коробок передач, сцеплений, дизельных электроагрегатов.
В 1958—1961 годы велось создание 4-тактных дизельных моторов второго поколения с диапазоном мощности 180—500 л. с. ЯМЗ-236 (6 цилиндров, 11150 см³, для грузовиков линейки МАЗ-500), ЯМЗ-238 (8 цилиндров, 14866 см³, для грузовиков КрАЗ), ЯМЗ-240 (12 цилиндров, 22300 см³, для самосвалов БелАЗ, трактора К-701),
В 1968—1971 годах разработан силовой агрегат ЯМЗ-740 (8 цилиндров, 10850 см³) и ЯМЗ-741 для Камского автомобильного завода.
В 1971 году Ярославский моторный завод стал головным предприятием производственного объединения «Автодизель», в которое помимо него вошли ЯЗТА, ЯЗДА, ТМЗ, Ростовский агрегатный завод, строительно-монтажный трест и совхоз «Революция», а позднее — и ТЭРЗ.
В 1973—1980 годах создано семейство дизельных двигателей ЯМЗ-840 (12 цилиндров, 25860 см³, для самосвалов БелАЗ, военной и другой тяжелой техники). Данное семейство отличается от ЯМЗ-240 увеличенным диаметром цилиндра (140 мм вместо 130 мм) и рядом конструктивных особенностей. МКПП
В 1977—1979 годах создан силовой агрегат ЯМЗ-642 (6 цилиндров, 8140 см³) для Кутаисского автомобильного завода.
С 1970 года «Автодизель» становится ведущим предприятием советского дизелестроения. Потребителями продукции являются МАЗ, КрАЗ, БелАЗ, МоАЗ, МЗКТ, УралАЗ, ЗИЛ, БАЗ, ЛАЗ, КЗКТ, ИЗТМ, ЧЗПТ, «Кировский завод», Ростсельмаш, Красноярский комбайновый, Воронежский, Ковровский экскаваторные, Муромский, Людиновский тепловозостроительные, Ивановский крановый заводы, Челябинский завод дорожных машин и другие предприятия.
С 1993 года завод осуществляет свою деятельность как ОАО «Автодизель» (Ярославский моторный завод).
В 1991—1998 годах на базе двигателя ЯМЗ-840 созданы двигатели ЯМЗ-846 и ЯМЗ-847 для ракетно-космического комплекса «Тополь М». В 1994—2005 годах создано производство силовых стационарных установок и электрогенераторов.
В 2001 году ПАО «Автодизель» (ЯМЗ) вошло в состав ООО «РусПромАвто», преобразованное впоследствии в «Группу ГАЗ».
С 1995 по 2008 годы освоено производство двигателей экологических классов:
- 1995—2003 — Евро-1 (ЯМЗ-236НЕ, ЯМЗ-236БЕ, ЯМЗ-236БК, ЯМЗ-236НК, ЯМЗ-238БЕ, ЯМЗ-238БК, ЯМЗ-238ДЕ),
- 1997—2006 — Евро-2 (ЯМЗ-236НЕ2, ЯМЗ-236БЕ2, ЯМЗ-238ДЕ2, ЯМЗ-7511 и ЯМЗ-7601),
- 2007—2008 — Евро-3 (ЯМЗ-650.10, ЯМЗ-6562.10 и ЯМЗ-6582.10).

В 1996 году на базе двигателя ЯМЗ-238ДЕ разработано семейство двигателей третьего поколения ЯМЗ-7511 (8 цилиндров, 14 866 см³, Евро-2, 360—420 л. с.), которые отличаются увеличенной мощностью и повышенным ресурсом. Также был создан ЯМЗ-7601 (6 цилиндров, 11150 см³, Евро-2, 300 л. с.) на базе ЯМЗ-236БЕ/НЕ.
С 2007 года начато производство семейства 6-цилиндровых рядных двигателей ЯМЗ-650.10 (6 цилиндров, 11120 см³, Евро-3, 311—420 л.с.), которые были созданы по лицензии фирмы Renault Trucks на основе двигателя DCI 11. Затем вышло семейство двигателей ЯМЗ-656 (6 цилиндров, 11 150 см³, Евро-3, 230—300 л. с.) и ЯМЗ-658 (8 цилиндров, 14 866 см³, Евро-3, 330—420 л. с.). Два последних являются модернизацией семейства ЯМЗ-236/238 и обладают улучшенными характеристиками. Обновленные двигатели получили и новые цифровые индексы марки. Серийный выпуск данного (четвертого) поколения начался в 2007—2008 годах.
В 2008—2010 годах разработаны рядные двигатели семейства пятого поколения ЯМЗ-534 (4 цилиндра, 4430 см³) и ЯМЗ-536 (6 цилиндров, 6645 см³) экологического класса Евро-4. Эту линейку создали совместно с австрийской инженерной компанией AVL List.
В 2016 году на Международном форуме «Армия-2016» представили новый двигатель ЯМЗ-780.
В 2021 году завод анонсировал открытие собственного интернет-магазина, для торговли запчастями к двигателям собственного производства. Электронный каталог насчитывает более 5 тыс. наименований запчастей. В целях начала онлайн-торговли была проведена реконструкция центрального склада в Ярославле.

## Награды
В 1949 году за разработку двигателей линейки ЯАЗ-204 и ЯАЗ-206 была вручена Сталинская премия.
В 1966 году завод награждён орденом Ленина.
В 1972 году заводу за разработку линейки двигателей ЯМЗ-236, ЯМЗ-238 и ЯМЗ-240 присуждена Государственная премия СССР.
В 1975 году завод награждён орденом Октябрьской Революции.
В 1976 году присуждена Ленинская премия за создание и освоение производства двигателей для тракторов «Кировец» К-700 и К-701.
В 2003 году вручена Премия Правительства за разработку и освоение производства дизельных двигателей многоцелевого назначения, впервые в России соответствующих международным стандартам по экологии.

## Продукция
Продукцией завода являются:
- дизельные силовые агрегаты;
- дизельные электроагрегаты;
- капотированные силовые установки.

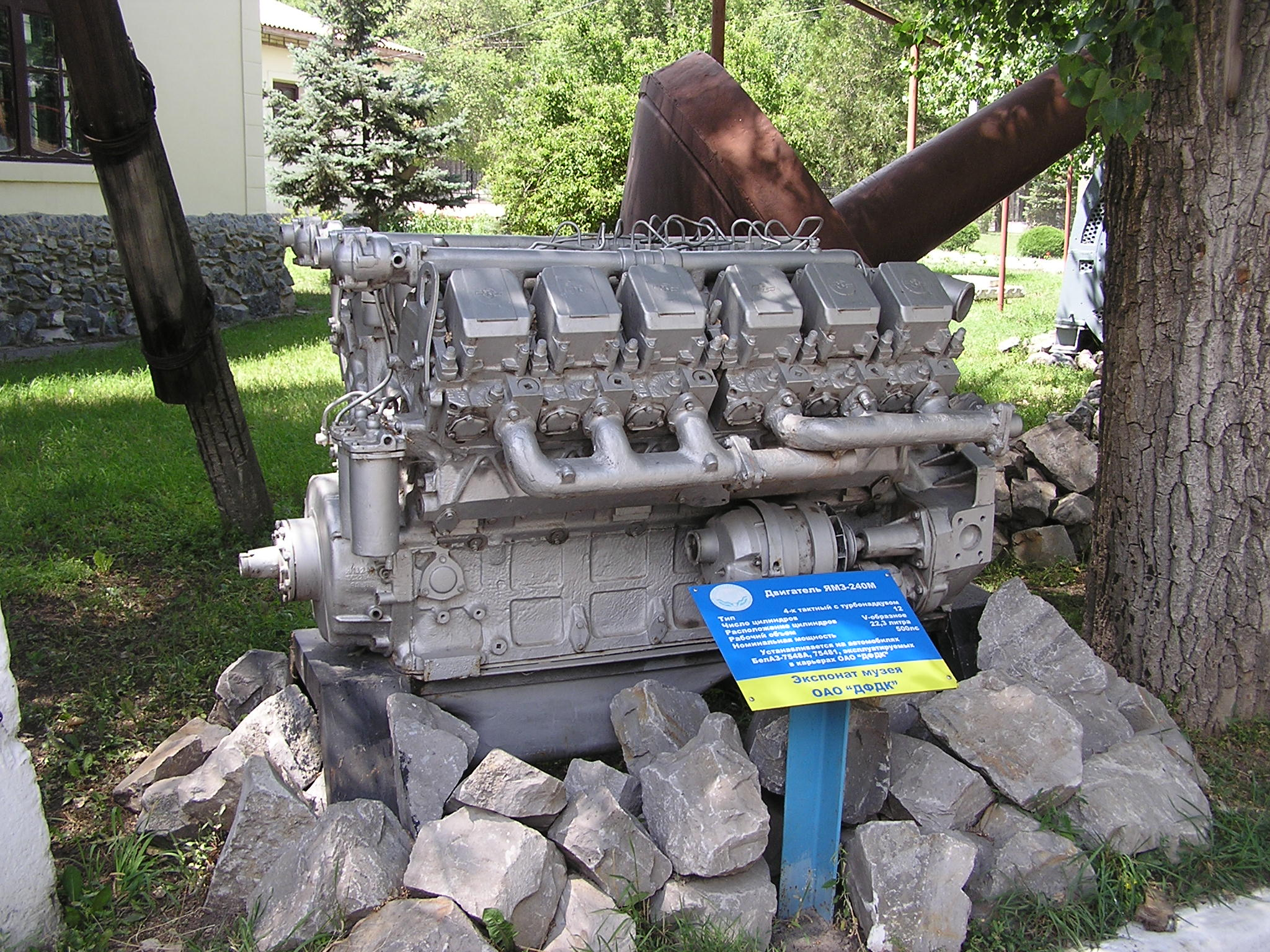
Двигатель ЯМЗ-240М. Музей ОАО «Докучаевский флюсо-доломитный комбинат»

Двигатели ЯМЗ устанавливаются на более чем 300 моделей транспортных средств, производимых в Белоруссии, России и Украине. Основные потребители: ОАО «Уральский автомобильный завод», ОАО «МАЗ», ООО «ЛиАЗ», РУПП «БелАЗ», ОАО «Электроагрегат», ООО «Слобожанская промышленная компания».
Кроме того, на ЯМЗ выпускали лицензионные 2,1-литровые 109-136-сильные турбодизели OM646, которые в 2013—2018 гг. устанавливались на фургоны и микроавтобусы Mercedes-Benz Sprinter (W909), известные как «Спринтер Классик».

## Санкции
1 мая 2024 года, из-за российского вторжения в Украину, Ярославский моторный завод включён в блокирующий санкционный список США против военно-промышленной базы России. Власти страны отмечали что завод производит дизельные двигатели для российских вооружённых сил. Ранее завод был включён в санкционный список Украины

## Руководство и собственники
В разные годы директорами предприятия были:
- В. А. Еленин (1931—1937),
- А. А. Никаноров (1940—1945),
- И. П. Гусев (1945—1950),
- Е. А. Башинджагян (1958),
- А. М. Добрынин (1961—1982),
- В. А. Долецкий (1982—1997),
- В. Е. Савельев (1997—2002),
- А. Н. Петров (2002—2005),
- Н. А. Александрычев (2005—2007),
- В. С. Кадылкин (2007—2013),
- А. К. Коренков (2013—2014),
- А. А. Матюшин (2014 — н. в.).

## Критика
В июне 2010 года кузнец Николай Шустров в одиночку добился улучшения условий труда на заводе: узнав, что на предприятии ожидают председателя правительства Владимира Путина, он написал ему письмо с предложением посетить не только «показушные» цеха, но и кузнечный цех, в котором он работает, — грязный, душный, с поломанным оборудованием. После посещения цеха Путиным условия работы на заводе значительно улучшились.